# 南渭州
南渭州，宋朝到清朝时在湖南设置的羁縻州。
北宋在今湖南省永顺县、保靖县设置南州和渭州。南宋时改南州和渭州置南渭州，治今湖南省永顺县西南。辖境相当今湖南省永顺、保靖二县交界处。元朝属新添葛蛮安抚司。为湖广土家族土司。后废。明太祖洪武二年（1369年）以南渭州安抚司改置南渭州，首领彭氏，属永顺宣慰司。清世祖顺治四年（1647年）以以土知州彭应麟归附，诏仍授原职。清世宗雍正五年（1727年）清政府实行改土归流，知州彭宗国被迫纳土，辖地并入永顺县。